# Gustaf Svensson (Radsportler)
Gustaf Svensson (* 1910; † unbekannt) war ein schwedischer Radrennfahrer und nationaler Meister im Radsport.

## Sportliche Laufbahn
1930 wurde er Vize-Meister Schwedens im Einzelzeitfahren. 1933 und 1934 gewann er die nationale Meisterschaft im Einzelzeitfahren. Den Titel in der Mannschaftswertung des Zeitfahrens konnte er ebenfalls in diesen beiden Jahren gewinnen.
Bei den Meisterschaften der Nordischen Länder 1933 gewann er die Mannschaftswertung mit Sven Höglund, Bernhard Britz und Folke Nilsson.